# 希氏甕鰩
希氏甕鰩（學名：Okamejei heemstrai），為軟骨魚綱鰩目鰩科鯆魮屬的一種，分布於西印度洋肯亞外海至莫三比克南部海域，深度200至500公尺，體長可達60.5公分，棲息在大陸坡海域，為底棲性魚類，肉食性，卵生，生活習性不明。